# Храм Троицы Живоначальной (Ямбухтино)
Храм Троицы Живоначальной — недействующий православный храм в деревне Ямбухтино Тетюшского района Татарстана. Имеет статус памятника истории и культуры.

## История
Деревянная Троицкая церковь существовала в селе с 1714 года. Спустя около 20 лет она была разобрана и на её месте, в 1735—1741 годах, на средства местного помещика Мефодия Никитича Кудрявцева, была построена каменная церковь того же посвящения. Новый, крестообразный в плане двухэтажный храм, в стиле нарышкинского барокко, имел четыре придела: главный Троицкий, на втором этаже и там же Сергия Радонежского. В нижнем этаже приделы во имя Архангела Михаила и Иоанна Богослова.
Время закрытия храма пока не установлено, заброшенное здание находится в полуразрушенном состоянии, регулярные богослужения не производятся.